# Empresa Nacional de Transportes
La Empresa Nacional de Transportes (ENT) de Argentina fue una empresa estatal encargada de la totalidad de los medios de transporte del país, que incluyeron automotores, aerolíneas, ferrocarriles y marina mercante. Estuvo en activo de 1952 a 1956 como organismo dependiente del Ministerio de Transportes de la Nación.

## Historia
Por decreto n.º 4218/52 del presidente Juan Domingo Perón, se creó la «Empresa Nacional de Transportes»; la misma dependía del Poder Ejecutivo Nacional (PEN) a través del Ministerio de Transportes de la Nación.
El 29 de agosto de 1956, por decreto-ley n.º 15 778, el Poder Ejecutivo creó la Empresa Ferrocarriles del Estado Argentino (EFEA), a fin de descentralizar los servicios de ferrocarril en posesión de ENT.

Art. 2º - La Empresa "Ferrocarriles del Estado Argentino" se constituirá con los actuales ferrocarriles General Belgrano (incluído el F. Provincial de Buenos Aires), General Roca (incluído el F. Patagónico), General Mitre, General San Martín, Domingo F. Sarmiento y General Urquiza, con la Administración General del Expreso Villalonga y sus dependencias y se integrará con los ferrocarriles y empresas de transporte automotor o diversas que se le incorporen.
art. 2.º de decreto-ley n.º 15 778